# ديفيد ألان سيغل
ديفيد ألان سيغل (بالإنجليزية: David A. Siegel)‏ هو خبير مالي وشخصية أعمال أمريكي، ولد في 3 مايو 1935 في شيكاغو في الولايات المتحدة.

## وصلات خارجية
- ديفيد ألان سيغل على موقع IMDb (الإنجليزية)
- ديفيد ألان سيغل على موقع قاعدة بيانات الفيلم (الإنجليزية)